# Photokatalytische Selbstreinigung
Photokatalytische Selbstreinigung bezeichnet eine Eigenschaft von Oberflächen, die mit Photokatalysatoren, zum Beispiel Nanopartikeln aus Titandioxid (TiO2), beschichtet wurden. Durch Bestrahlung mit (Sonnen)-Licht werden organische Materialien auf der Oberfläche zersetzt. Die Oberflächen bleiben sauber und wirken antimikrobiell. Bei manchen dieser Oberflächen bildet Wasser keine Tröpfchen, sondern eine dünne Schicht, sodass mit dem Auge kein Beschlagen dieser Oberflächen zu erkennen ist („superhydrophile Oberfläche“).

## Wirkungsweise am Beispiel Titandioxid
Grundlage des Verfahrens ist die Photokatalyse. Titandioxid (TiO2) ist ein Halbleiter; Licht erzeugt darin Elektron-Loch-Paare, wenn die Energie der Photonen größer als die Bandlücke {\displaystyle E_{g}} ist (innerer photoelektrischer Effekt). Die Elektronen oder Löcher können im Titandioxid an die Oberfläche diffundieren und erzeugen dort Radikale, die zur Zersetzung organischer Substanzen führen. Insbesondere die Löcher haben eine hohe oxidative Wirkung; aus Wasser (H2O) werden OH-Radikale gebildet. Organische Substanzen werden dadurch zersetzt; Endprodukte sind in vielen Fällen CO2 und Wasser.
Die Bandlücke von Anatas, der für Photokatalyse effizientesten Form von TiO2, liegt bei 3,2 eV (bei der weniger effizienten Kristallstruktur Rutil ca. 3,0 eV), dies entspricht eine Licht-Wellenlänge von ca. 390 nm. Damit wird für die Photokatalyse  ultraviolettes Licht benötigt. Da der UV-Bereich nur einen geringen Teil des Sonnenlichts ausmacht, gibt es Bestrebungen, die Bandlücke von Anatas durch Dotieren zu verringern und so einen größeren Bereich des Sonnenlicht-Spektrums auszunutzen.
Die superhydrophilen Eigenschaften der Oberflächen kommen durch Sauerstoff-Leerstellen an der TiO2-Oberfläche zustande. An diesen Stellen werden OH-Gruppen gebunden, die zur guten Benetzung mit Wasser führen.

## Anwendungen
Photokatalytisch selbstreinigende Oberflächen werden in Japan bereits seit einigen Jahren industriell gefertigt. Eines der Hauptanwendungsgebiete sind Rückspiegel für Kraftfahrzeuge; es werden aber auch selbstreinigende bzw. antimikrobiell wirkende Kacheln sowie photokatalytische Dispersionsfarben hergestellt.
Auch in manchen Luftreinigungsgeräten werden sogenannte selbstreinigende photokatalytische Titanoxid-Filter eingesetzt. Diese werden mit kleinen UV Lampen bestrahlt.